# Jefferson Street (Canarsie Line)
Jefferson Street is een station van de metro van New York aan de Canarsie Line in het stadsdeel Brooklyn.